# Elis Guri
Elis Guri –en búlgaro, Елис Гури– (Shkodër, 6 de julio de 1983) es un deportista búlgaro de origen albanés que compite en lucha grecorromana (hasta 2008 lo hacía bajo la bandera de Albania), ganador de una medalla de oro en el Campeonato Mundial de Lucha de 2011 y dos medallas de bronce en el Campeonato Europeo de Lucha, en los años 2008 y 2011.
Participó en tres Juegos Olímpicos de Verano, ocupando el séptimo lugar en Londres 2012, el séptimo lugar en Río de Janeiro 2016 y el octavo en Pekín 2008.

## Palmarés internacional
| Representando a Albania  |                     |                   |           |
| Campeonato Europeo       |                     |                   |           |
| Año                      | Lugar               | Medalla           | Categoría |
| 2008                     | Tampere (Finlandia) | Medalla de bronce | 96 kg     |
| Representando a Bulgaria |                     |                   |           |
| Campeonato Mundial       |                     |                   |           |
| Año                      | Lugar               | Medalla           | Categoría |
| 2012                     | Edmonton (Canadá)   | Medalla de oro    | 96 kg     |
| Campeonato Europeo       |                     |                   |           |
| Año                      | Lugar               | Medalla           | Categoría |
| 2011                     | Dortmund (Alemania) | Medalla de bronce | 96 kg     |